# Гарри, Энн
Энн Гарри (англ. Ann Garry, род. 1943) — американская феминистская философ. Она — почётный профессор философии Университета штата Калифорния в Лос-Анджелесе. Во время работы в Университете Гарри была директором-основателем Центра изучения гендера и сексуальности, а также несколько сроков занимала должность заведующего кафедрой философии. Она также занимала несколько приглашённых должностей, включая должность заведующей кафедрой феминистской философии имени Хамфри в Университете Уотерлу и читала лекции по программе Фулбрайта в Токийском университете и Университете Этвеша Лоранда в Будапеште. Хотя Гарри больше не преподаёт на постоянной основе, она продолжает работать с аспирантами.

## Образование и карьера
Гарри получила степень бакалавра в колледже Монмут в 1965 году, окончив его с отличием. В 1966 году она получила степень магистра в Чикагском университете, а в 1970 году — степень доктора философии, защитив диссертацию по визуализации в Мэрилендском университете.
В 1969 году Гарри заняла должность доцента кафедры философии в Университете штата Калифорния в Лос-Анджелесе, в 1977 году получила звание доцента, а в 1983 году — звание полного профессора. Теперь она почётный профессор. Будучи профессором Университета штата Калифорния в Лос-Анджелесе, Гарри занимала различные должности на кафедре, в том числе исполняла обязанности заведующего кафедрой в течение нескольких сроков на протяжении нескольких десятилетий.
Помимо своих постоянных академических постов, Гарри работала приглашённым доцентом философии в Калифорнийском университете в Лос-Анджелесе в весеннем семестре 1977 года, а также приглашённым доцентом философии в Университете Южной Калифорнии осенью 1978 и 1979 годов (где она позже работала приглашённым профессором философии в 1988 году). Гарри также в течение восьми сроков занимала должность приглашённого профессора философии в Калифорнийском университете в Лос-Анджелесе.
Помимо своих академических назначений, Гарри внесла вклад в свою область различными способами, в том числе будучи одним из основателей журнала Hypatia: A Journal of Feminist Philosophy и основателем Общества женщин-философов, Тихоокеанское отделение. Она также является редактором разделов, связанных с феминистской философией, для Стэнфордской философской энциклопедии и PhilPapers.

## Области исследований
Гарри начала своё обучение в аспирантуре в период расцвета англоязычной аналитической философии, и многие из её первоначальных исследовательских интересов отражают это. Первоначально её интересы включали эпистемологию, аналитическую метафизику, философию языка и т. д. По мере того, как «новые левые» и женское движение начали оказывать влияние на академическую среду, исследовательские интересы Гарри сосредоточились на феминизме и переосмыслении традиционной философии с феминистской точки зрения. В настоящее время её интересы сосредоточены на интерсекциональности — том, как различные системы угнетения и привилегий фундаментально переплетаются и формируют друг друга. Гарри была одной из первых, кто занялся изучением феминистской философии, и проделал значительную часть основополагающей работы в этой области, включая разработку первых курсов по феминистской философии и первые попытки интеграции феминистской философии в другие философские области. Гарри — также одна из первых философов, задавшихся вопросом, является ли порнография значимой причиной гендерного насилия.

## Публикации
Гарри отредактировала одну антологию «Женщины, знания и реальность: исследования в области феминистской философии», которая представляет собой сборник из 25 эссе, призванных осветить способы, с помощью которых феминистская философия (и феминистские философы) взаимодействуют, критикуют и бросают вызов традиционным областям философии по всем направлениям. Антология несколько раз издавалась, в том числе в русском переводе. Гарри сотрудничала с коллегами-философами Сереной Кадер и Элисон Стоун над книгой под названием «Routledge Companion to Feminist Philosophy», опубликованной в 2017 году. Гарри также опубликовала большое количество рецензируемых глав книг, журнальных статей и обзоров, в основном посвящённых темам, связанным с феминизмом, интерсекциональностью, философскими и феминистскими методами, а также полом и гендером.